# Rudi Hoffmann
Rudolf "Rudi" Hoffmann (født 11. februar 1935 i Östringen, Tyskland, død 16. oktober 2020) var en tysk fodboldspiller (forsvar), der spillede i Viktoria Aschaffenburg, VfB Stuttgart og FK Pirmasens.
Han spillede i 1955 én kamp for Vesttysklands landshold. Han blev udtaget til VM i 1958 i Sverige, men blev ikke benyttet under turneringen.